# Bieriozowka (Kołyma)

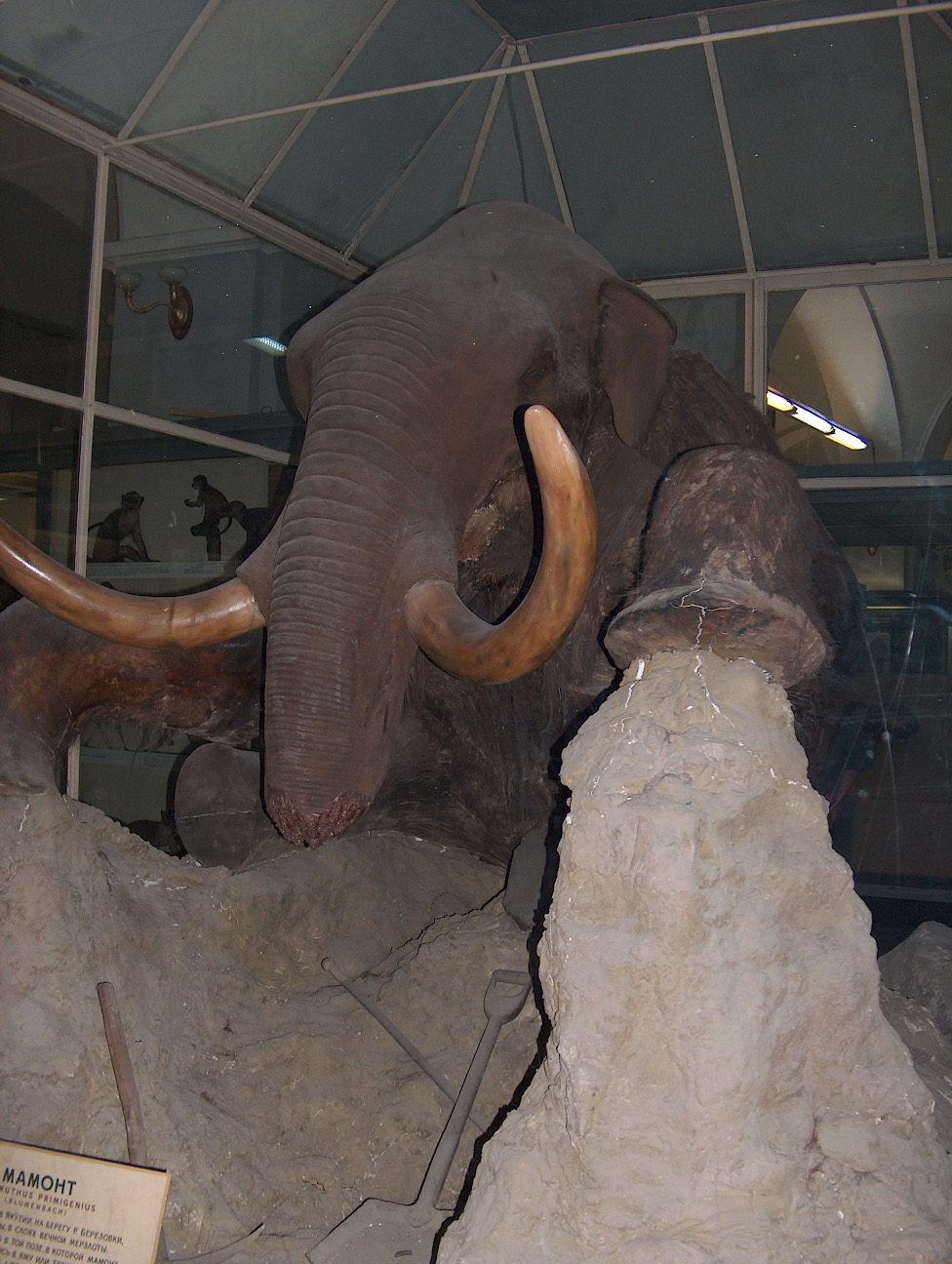
Mamut znad Bieriozowki, Muzeum Zoologiczne w Petersburgu

Bieriozowka (ros. Берёзовка) – rzeka w azjatyckiej części Rosji, w Jakucji; prawy dopływ Kołymy. Długość 517 km, powierzchnia dorzecza 24 800 km².
Płynie w kierunku północno-zachodnim i północnym po Płaskowyżu Jukagirskim, w środkowym i dolnym biegu silnie meandruje.
Zasilanie śniegowo-deszczowe; zamarza od października do połowy maja.
W 1901 r. nad Bieriozowką znaleziono idealnie zachowanego w wiecznej zmarzlinie mamuta (ze skórą, mięśniami, sierścią). Znajduje się on obecnie w Muzeum Zoologii w Petersburgu.